# Тысяча и одна ночь (телесериал)
Тысяча и одна ночь (тур. Binbir Gece) — турецкая романтическая драма, производства компании TMC.

## Сюжет
Главная героиня — Шахрезат Эвлияоглу — талантливый архитектор, после гибели мужа в автокатастрофе одна воспитывает сына Каана. Она устраивается на работу в крупный холдинг, но из-за того, что по правилам холдинга работники не имеют права иметь детей, она скрывает существование сына. Директор холдинга — Онур Аксал — не скрывая своего негативного отношения, придирается к ней по каждой мелочи. Но несмотря на это, она быстро доказывает свой профессионализм, её проекты выигрывают для компании тендеры.
Относительно спокойную жизнь Шахрезат разбивает трагедия — у её сына рак крови — лейкемия. На операцию Шахрезат должна собрать огромную сумму — 200000 $. Она обращается за помощью к дедушке Каана, Бурхану, отцу покойного мужа Ахмета. Он — владелец фабрики, очень богатый человек, и Шахрезат надеется, что он даст ей деньги для спасения жизни внука. Но Бурхан отказывает ей, потому что был против брака своего сына, и теперь не признает внука. Он выгоняет Шахрезат.
Шахрезат в отчаянии, она не знает, что ей делать. Её подруга и коллега Бенну советует попросить у Онура кредит. Но когда Шахрезат просит у директора деньги, он, будучи в неё влюблен, решает проверить, насколько она продажна. Он предлагает ей деньги за одну ночь с ним. Шахрезат в ярости, она даже подумать не могла, что её шеф такой подлец. Но у неё нет другого выхода, жизнь сына дороже, чем собственная честь. Она проводит с Онуром ночь, получает деньги и делает сыну операцию.
Через некоторое время Онур узнает правду про сына Шахрезат, про его болезнь и про стоимость его операции. Он понимает, какой ужасный поступок совершил, просит прощения и предлагает выйти за него замуж, ведь он давно её любит. Шахрезат тоже любит его, но отказывается выйти за него из-за неприятных воспоминаний. В ответ, он обещает, что будет ждать её 1001 ночь.
Пройдя через долгую череду испытаний, и проверив насколько крепки их чувства, главные герои находят счастье в объятиях друг друга.

## Персонажи

### В главных ролях
| Актёр                 | Роль |
| --------------------- | --- |
| Халит Эргенч          | Онур Аксал (1—3 сезоны) совладелец строительного холдинга Binyapı, отец Нилюфер, бывший муж Шехразат, в 90 серии мирится с ней                                                                                          |
| Бергюзар Корель       | Шехразат Караджа (1—3 сезоны) бывший архитектор строительного холдинга Binyapı/бывшая владелица архитектурного бюро Evliyaoğlu, мать Каана, вдова Ахмета, бывшая жена Онура, в 90 серии воссоединяется с ним            |
| Тарду Флордун         | Керем Инджеоглу (1—3 сезоны) бывший совладелец строительного холдинга Binyapı, бывший друг Онура, бывший муж Бенну, был влюблён в Шехразат, в 90 серии помирился с Бенну и уехал с ней в Америку                        |
| Джейда Дювенджи       | Бенну Атаман (1—3 сезоны) архитектор строительного холдинга Binyapı, бывшая подруга Шехразат, бывшая жена Керема, в 90 серии мирится с Керемом и уехала с ним в Америку                                                 |
| Метин Чекмез          | Бурхан Эвлияоглу (1—3 сезоны) бывший владелец меховой фабрики Evliyaoğlu, муж Надиде, отец Али Кемаля и Ахмета, бывший свёкор Шехразат, в 90 серии уехал с Надиде в путешествие по Скандинавии                          |
| Томрис Инджер         | Надиде Эвлияоглу (1—3 сезоны) жена Бурхана, мать Али Кемаля и Ахмета, свекровь Фюсун, в 90 серии уехала с Бурханом в путешествие по Скандинавии                                                                         |
| Эргюн Демир           | Али Кемаль Эвлияоглу (1—3 сезоны) старший сын Бурхана и Надиде, отец Букет, Бурджу, Бурчин и Умута, муж Фюсун, бывший муж Аху, бывший возлюбленный Джансель, в 90 серии переехал с Фюсун и детьми в новый дом           |
| Йонджа Джевхер Йенель | Фюсун Эвлияоглу (1—3 сезоны) жена Али Кемаля, мать Букет, Бурджу и Бурчин, бывшая любовница Селима, в 90 серии переехала с Али Кемалем и детьми в новый дом                                                             |
| Айтач Озтуна          | Севаль Инджеоглу (1—3 сезоны) мать Бурака, тётя и приёмная мать Керема, бывшая свекровь Бенну |
| Мерай Четинкая        | Периде Аксал (1—3 сезоны) мать Онура, сестра Бетюль, бывшая свекровь Шехразат, в 68 серии уехала к Бетюль в Америку в период реставрации своего дома                                                                    |
| Мелахат Аббасова      | Михрибан Вахапзаде (1—3 сезоны) азербайджанка, донор костного мозга для Каана, близкая подруга Шехразат, в 69 серии уехала с Шехразат в Азербайджан и осталась там                                                      |
| Барту Кючюкчаглаян    | Гани Озчелик (1—3 сезоны) младший брат Фюсун, в 90 серии в качестве наказания от семьи Эвлияоглу за их с Али Кемалем игры в казино был отправлен служить в армию                                                        |
| Фюсун Костак          | Джансель Кылыч (1—2 сезоны) бывшая владелица магазина косметики Cansel Kosmetik, мать Умута, жена Ямана, бывшая возлюбленная Али Кемаля, в 46 серии умерла от кровоизлияния в мозг                                      |
| Метин Белгин          | Зафер Гюндюзальп (1—2 сезоны) друг Онура и Керема по бизнесу, муж Гюлистан, влюблён в Мелек, в 34 серии погиб в авиакатастрофе                                                                                          |
| Йелиз Аккая           | Мелек Атаман (1—3 сезоны) младшая сестра Бенну, бывшая девушка Бурака, подруга Мерта, в 90 серии уехала с Бенну и Керемом к родителям в Америку                                                                         |
| Мерт Фырат            | Бурак Инджеоглу (2—3 сезоны) новый совладелец строительного холдинга Binyapı, сын Севаль, кузен Керема, бывший муж Сезен, бывший парень Мелек                                                                           |
| Теоман Кумбараджибаши | Яман Чиндар (2 сезон) бывший водитель Онура, друг детства и вдовец Джансель, в 54 серии после смерти Джансель и попечения Умута семьёй Эвлияоглу уехал жить в Измир                                                     |
| Хазель Чамлыдере      | Аху Ишлер (2—3 сезоны) бывшая проститутка, сестра Арзу, дочь Нериман, бывшая жена Али Кемаля, в 76 серии после её поимки полицией вместе с Нериман получила деньги от Надиде и вернулась в жизнь бедных людей           |
| Нихат Илери           | Семих Озшенер (2—3 сезоны) бывший возлюбленный Мине, сестры Севаль, отец Керема и Сезен, умер в 74 серии в результате нападения                                                                                         |
| Дуйгу Четинкая        | Сезен Озшенер (2—3 сезоны) дочь Семиха,сестра Керема, бывшая жена Бурака, в 77 серии уехала после расставания с ним учиться в Австрию                                                                                   |
| Джанан Эргюдер        | Эда Акынай (2—3 сезоны) бывший архитектор строительного холдинга Binyapı, бывшая невеста Ахмета, заклятый враг Шехразат, в 88 серии совершила самоубийство, чтобы не попасть в руки полиции за совершённые преступления |

### Второстепенные роли
| Актёр                                                  | Роль |
| ------------------------------------------------------ | --- |
| Мерих Эрмакастар                                       | Мерт (1—3 сезоны) владелец местного бара, друг Керема и Онура, был влюблён в Мелек |
| Супхи Текникер                                         | Ялчин (1—3 сезоны) сотрудник строительного холдинга Binyapı |
| Севда Актолга                                          | Нурхаят (1—3 сезоны) сотрудница строительного холдинга Binyapı, секретарь Онура и Керема |
| Шеннур Ногайлар                                        | Фирдевс (1—3 сезоны) горничная в доме Онура, между тем — помощница в доме Периде |
| Исмаил Дювенджи                                        | Исмаил (1 сезон) начальник отдела кадров строительного холдинга Binyapı |
| Эрдал Билинген                                         | Хакан (1 сезон) близкий друг Шехразат и Бенну, в 17 серии уехал работать в Салехард |
| Эфе Чинар                                              | Каан Эвлияоглу (1—3 сезоны) сын Шехразат и Ахмета, внук Бурхана и Надиде |
| Фейзан Чапа (1—2 сезоны) / Гизем Гюнеш (3 сезон)       | Букет Эвлияоглу (1—3 сезоны) старшая дочь Али Кемаля и Фюсун, сестра Бурджу, Бурчин и Умута, в 78 серии уехала на учёбу в Америку |
| Хазал Гюрель                                           | Бурджу Эвлияоглу (1—3 сезоны) средняя дочь Али Кемаля и Фюсун, сестра Букет, Бурчин и Умута |
| Нехир Нил Каракая                                      | Бурчин Эвлияоглу (1—3 сезоны) младшая дочь Али Кемаля и Фюсун, сестра Букет, Бурчин и Умута, родилась в 11 серии |
| Диляра Кавадар                                         | Нилюфер Аксал (2—3 сезоны) дочь Онура от его бывшей невесты Нил, погибшей в автокатастрофе |
| Карина Гюкрер                                          | Ишин (2 сезон) девочка, болеющая лейкемией, знакомая Шехразат и Каана, умерла в 54 серии |
| Зейнеп Конан                                           | Зейнеп (1—2 сезоны) бывший секретарь и правая рука Зафера, бывшая любовница Керема, пыталась отбить его у Бенну, в 31 серии после предательства Эрдала передала Онуру компромат на знакомого Эрдала, после чего сбежала из Стамбула                                                                 |
| Демет Йекелер                                          | Нимет (1—3 сезоны) горничная в доме семьи Эвлияоглу, подруга Айше, в 90 серии после отъезда Бурхана и Надиде вместе с Айше переехала жить в новый дом Али Кемаля и Фюсун |
| Бесте Сюрер                                            | Айше (1—3 сезоны) горничная в доме семьи Эвлияоглу, подруга Нимет, была влюблена в Гани, в 90 серии после отъезда Бурхана и Надиде вместе с Нимет переехала жить в новый дом Али Кемаля и Фюсун |
| Айла Алган                                             | Бетюль (1—2 сезоны) сестра Периде, в отличие от сестры моментально проявила хорошее отношение к Шехразат, живет в Америке |
| Башак Чаллыоглу                                        | Хюнер (2—3 сезоны) бывшая сотрудница архитектурного бюро Evliyaoğlu, бывшая девушка Гани, в 74 серии после расставания с ним уволилась из бюро |
| Мехмет Полат                                           | Эрдал Карайолджу (2 сезон) конкурент Онура и Керема, бывший любовник Жале, помог ей вывести в прессу ложь об Онуре, в 45 серии случайно убил Жале за то, что она освободила Шехразат, и был арестован                                                                                               |
| Нилюфер Силсюпюр (1 сезон) / Аху Сунгур (2 сезон)      | Жале Эрйылдыз (1—2 сезоны) бывшая сотрудница строительного холдинга Binyapı, любовница Эрдала, приставала к Онуру, за что была уволена, в 45 серии была случайно убита Эрдалом за то, что освободила Шехразат                                                                                       |
| Нихан Дурукан                                          | Айшен (1—2 сезоны) бывший финансовый директор строительного холдинга Binyapı, подруга Зейнеп, была уволена за распространение информации против Шехразат и Онура, в 31 серии вместе с Семой разорвала дружескую связь с Зейнеп после закрытия их бюро                                               |
| Султан Юмак                                            | Сема Дурмаз (1—2 сезоны) журналистка одной из газет Стамбула, знакомая Зейнеп и Айшен, уволилась из-за понижения в должности после провокационной статьи о Бенну, позже открыла с Зейнеп собственное бюро, однако в 31 серии после закрытия бюро вместе с Айшен, разорвала дружескую связь с Зейнеп |
| Таня Литвинова                                         | Анна (1 сезон) бедная девушка из России, получила приют от Бурхана в доме семьи Эвлияоглу, собиралась вернуться на родину, однако осталась и получила от Бурхана хорошую работу |
| Ферди Альвер                                           | Сонер Ялчинташ (1—2 сезоны) бывший сокурсник по компьютерным курсам и лучший друг Гани, в 32 серии поступил в университет |
| Нурай Услу                                             | Севги (1—2 сезоны) лучшая подруга Джансель |
| Эбру Айкач                                             | Ясемин Каракуш (1—2 сезоны) подруга Онура и Керема по университету и бизнесу и первая любовь Онура, после расставания продолжала любить Онура и увлекалась наркотиками, пыталась отбить его у Шехразат, однако после отказа Онура в 52 серии умерла от передозировки наркотиков                     |
| Эге Айдан                                              | Энгин Каяоглу (3 сезон) владелец архитектурного бюро Kayaoğlu, бывший муж Бейзы, отец Дуру, бывший жених Шехразат, в 90 серии в момент прихода Онура во время его с Шехразат бракосочетания уступил Шехразат Онуру, поняв, что она всё ещё любит его                                                |
| Айче Абана                                             | Бейза Каяоглу (3 сезон) бывшая жена Энгина, мать Дуру |
| Эзги Асароглу                                          | Дуру Каяоглу (3 сезон) дочь Энгина и Бейзы, живёт с матерью |
| Айбен Эрман                                            | Нериман Ишлер (2—3 сезоны) мать Аху, в 76 серии была выгнана из Кайсери из-за Аху и, получив деньги от Надиде, вернулась в жизнь бедных людей |
| Назлы Джерен Аргон                                     | Арзу Ишлер (2 сезон) сестра Аху, в 50 серии под её давлением была вынуждена уехать из Стамбула |
| Седа Йылдыз (2 сезон) / Кубилай Пенбеклиоглу (3 сезон) | Селим Текинай (2—3 сезоны) бывший учитель рисования Букет, бывший любовник Фюсун, под давлением Надиде был вынужден покинуть Стамбул, однако через полгода вернулся и пытался возобновить отношения с Фюсун, в 71 серии был убит Фюсун при попытке изнасиловать её                                  |
| Танер Барлас                                           | Кадир Чиндар (2 сезон) отец Ямана, поначалу был против его брака с Джансель, однако вскоре принял их союз |
| Шебнем Кёстем                                          | Хандан Ташчиоглу (2 сезон) переводчица иностранных книг, бывшая любовница Метина Аксала, покойного мужа Периде, была объектом террора со стороны Периде |
| Альптекин Серденгечти                                  | Халдун Кара (2 сезон) знакомый Михрибан, известный преступник, в 66 серии был арестован по подозрению в нападении на архитектурное бюро |
| Сефа Зенгин                                            | Тамер (2—3 сезоны) фиктивный муж Ойи, сутенёр, знакомый Аху, сделал её проституткой, в 71 серии отправил Аху работать в публичный дом |
| Бельма Идже                                            | Ойя (2—3 сезоны) фиктивная жена Тамера, проститутка, планировала с Тамером загнать Аху в ловушку |
| Феридун Дюзагач                                        | Озджан Тюркмен (3 сезон) бывший преподаватель Шехразат, Ахмета и Эды, был объектом лжи Эды, что Шехразат его любит, в 74 серии узнал правду и после объяснений был насмерть сброшен Эдой со строительных лесов                                                                                      |
| Халиль Ташдемир                                        | Адем (1—3 сезоны) водитель семьи Эвлияоглу |
| Фатих Паят                                             | Пайдар (1—3 сезоны) продавец в одном из магазинов Бурхана |
| Ипек Сайгун                                            | Тугче (2—3 сезоны) бывшая подруга и соседка Эды по квартире, в 69 серии съехала от Эды из-за нетерпения её интриг против Шехразат |

### В эпизодах
| Актёр              | Роль |
| ------------------ | --- |
| Элиф Сюмбюль Серт  | Эмель Геминиш бывшая любовница Бурака из Нью-Йорка, пыталась отомстить ему за то, что была задержана на 4 месяца за убийство мужа, которое не совершала (38, 53 серии) |
| Али Азиз Чёлок     | Исмет брат Эмель, шантажировал Бурака дать показания в пользу Эмель (40, 42 серии)                                                                                     |
| Эдип Санер         | Джем Дербент старый знакомый Бенну (42, 43, 44 серии) |
| Хюлья Дарджан      | Бельма Атаман мать Бенну и Мелек, имеет проблемы с алкоголем (47 серия)                                                                                                |
| Гюрсан Пири Онурлу | Чагатай парень, который флиртовал с Мелек (52, 56 серии) |
| Кайра Шеноджак     | Хакан брат Теомана, жениха Нил, бывшей невесты Онура (55, 56, 58 серии)                                                                                                |
| Сертач Аккая       | Юсуф бывший парень Хюнер (64, 74 серии) |
| Михрибан Эр        | Дениз Кескин журналистка, знакомая Периде (64, 65 серии) |

### Приглашённые звёзды
| Актёр             | Роль             |
| ----------------- | ---------------- |
| Мехмед Али Биранд | камео (66 серия) |

## Музыкальное сопровождение
В некоторых сериях использована музыка из «Шехерезады» Николая Римского-Корсакова. А также "Русский вальс" Дмитрия Шостаковича ( серия 8, сцена новогоднего корпоратива);"Павана" Габриэля Форе (10 серия).
Также использована Баллада №1 Ор. 23 g-moll и другие произведения  Фридерика Шопена, в т.ч. его ноктюрны для ф-но.
В 74 серии использована Соната для фортепиано №14 «Лунная», часть 1 - Adagio sostenuto Людвига ван Бетховена
Лейтмотивом ночных конных прогулок Онура служит Ре-минорная сарабанда Фр.Генделя. Особенно напряженные моменты в сценах Шахеризад и Онура сопровождаются звучанием Болеро Мориса Равеля. В сцене в ресторане, где Онур впервые предлагает героине выйти за него замуж, - струнное трио исполняет адаптированную обработку "Вернись в Сорренто" Куртиса. Единожды звучит Ария из Ре мажорной оркестровой сюиты И.С.Баха

## Показ в других странах
| Страна               | Канал             | Первый показ    | Окончание       |
| -------------------- | ----------------- | --------------- | --------------- |
| Азербайджан          | Azad Azerbaycan   |                 |                 |
| Аргентина            | El Trece          | 5 января 2015   |                 |
| Болгария             | Нова телевизия    | 8 декабря 2008  | 18 июня 2009    |
| Босния и Герцеговина | Hayat TV          |                 |                 |
| Бразилия             | Rede Bandeirantes | 9 марта 2015    |                 |
| Венгрия              | TV2               |                 |                 |
| Греция               | ANT1              |                 |                 |
| Израиль              | Израиль ТВ        | 5 февраля 2009  | 5 февраля 2010  |
| Казахстан            | "Седьмой Канал"   | 16 мая 2016 год |                 |
| Колумбия             | Caracol TV        | 2015            |                 |
| Косово               | KTV               | 30 ноября 2010  | 11 октября 2011 |
| Кувейт               |                   |                 |                 |
| Северная Македония   | A1                |                 |                 |
| Перу                 | Latina TV         | 9 февраля 2015  |                 |
| Россия               | Домашний          | 23 мая 2015     | 26 марта 2016   |
| Сербия               | Fox Tv            | 8 марта 2010    | 10 декабря 2010 |
| Словакия             | TV Markíza        |                 |                 |
| Украина              | 1+1 TV            |                 |                 |
| Уругвай              | Canal 13          | 2015            |                 |
| Хорватия             | RTL               |                 |                 |
| Черногория           | TV Vijesti        |                 |                 |
| Чехия                | Nova              |                 |                 |
| Чили                 | Mega              |                 |                 |

## Римейки
Воодушевленный успехом турецкого сериала, в 2022 году Санджоем Ваддхвой в Индии был выпущен сериал "Katha Ankahee" (Нерассказанная история), а в 2023 году вышел римейк арабской версии в Ливане под названием "Al Thaman" (Цена), в которой главную роль сыграла британо-ливанская актриса арабо-турецкого происхождения Розана Джамал.